# Зісіс Врізас
Зісіс Врізас (грец. Ζήσης Βρύζας, нар. 9 листопада 1973, Кавала) — грецький футболіст, що грав на позиції нападника. По завершенні ігрової кар'єри — спортивний функціонер.
Виступав на батьківщині за клуби «Шкода Ксанті» та ПАОК, а також грав за кордоном в італійських «Перуджі», «Фіорентині» та «Торіно» та іспанській «Сельта Віго». Крім того виступав за національну збірну Греції, у складі якої є чемпіоном Європи.

## Клубна кар'єра
У дорослому футболі дебютував 1991 року виступами за команду клубу «Шкода Ксанті», в якій провів п'ять сезонів, взявши участь у 122 матчах чемпіонату.
Своєю грою за цю команду привернув увагу представників тренерського штабу ПАОКа, до складу якого приєднався влітку 1996 року. Відіграв за клуб із Салонік наступні чотири сезони своєї ігрової кар'єри. Більшість часу, проведеного у складі ПАОКа, був основним гравцем атакувальної ланки команди.
В вересні 2000 року Зісіс став гравцем італійської «Перуджі», за яку провів три з половиною сезони в Серії А, після чого вирішив понизитись у класі, перейшовши до «Фіорентини» з Серії Б, де отримав більш вигідний контракт. За іронією долі «фіалки»  того сезону повернулася в Серію А за рахунок «Перуджі», здолавши його в плей-офф за право участі в Серії А.
Щоправда за «Фіорентину» Врізас в елітному дивізіоні не зіграв, так як був відданий в оренду в іспанський клуб «Сельта Віго», що виступав у Сегунді. Грецький легіонер став основним гравцем команди і допоміг їй зайняти 2 місце та повернутись в Ла Лігу, після чого повернувся в «Фіорентину», де не мав ігрової практики.
На початку 2006 року став гравцем «Торіно», якому допоміг також вийти до Серії А, проте контракт з клубом не продовжив і повернувся на батьківщину, де став виступати за «Шкода Ксанті».
Завершив професійну ігрову кар'єру у клубі ПАОК, у складі якого вже виступав раніше. Вдруге Врізас прийшов до команди 2007 року і захищав її кольори протягом одного сезону.

## Виступи за збірну
27 квітня 1994 року дебютував в офіційних матчах у складі національної збірної Греції в товариському матчі проти Саудівської Аравії . Перший гол забив 25 січня 1995 року в ворота збірної Кіпру .
У складі збірної був учасником чемпіонату Європи 2004 року у Португалії, здобувши того року титул континентального чемпіона. Врізас зіграв 5 матчів з 6 і забив гол збірній Росії. 
Наступного року був включений в заявку збірної на розіграш Кубка конфедерацій 2005 року у Німеччині, де взяв участь вже у всіх трьох іграх, але його команда не забила жодного голу і зайняла останнє місце в групі.
Всього протягом кар'єри у національній команді, яка тривала 13 років, провів у формі головної команди країни 68 матчів, забивши 9 голів.

## Кар'єра функціонера
6 січня 2008 року Врізас зіграв свою останню гру в домашньому матчі ПАОКа проти «Лариси», яку ПАОК виграв 1:0. Єдиний гол забив Лазарос Христодулопулос і присвятив його Врізасу. Сам же Зісіс вийшов на заміну на 82-й хвилині, замінивши Крістодолопулуса і був удостоєний від вболівальників бурхливими оваціями і скандуванням його імені, яке тривала до кінця гри.
8 січня 2008 року, Врізас був офіційно призначений технічним директором ПАОКа. Він приєднався до клубу разом з колишнім товаришем по команді і нинішній головою клубу, Теодоросом Загоракісом. Під час своїх перших кроків на новій посаді Врізасу вдалося вмовити перейти в ПАОК Пабло Контрераса, Златана Муслимовича, Вієйрінью, Ліно і Пабло Гарсію. Крім того йому вдалося продати Христодулопулоса і Хрістоса Меліссіса в «Панатінаїкос» за 4,3 млн. євро, а також Даніела Фернандеша в «Бохум» за 1,1 млн. євро.
9 жовтня 2009 року Врізас був призначений головою ПАОКа, після того як  Загоракіс заявив про відставку з особистих причин. Проте вже 11 серпня 2010 року і сам Врізас подав у відставку. П'ять днів по тому він став помічником головного тренера збірної Греції Фернанду Сантуша, де пропрацював один рік.
З 2012 по 2014 рік знову займав пост президента і головного виконавчого директора ПАОКа. 

## Титули і досягнення
- Володар Кубка Інтертото (1):

«Перуджа»: 2003
- Чемпіон Європи (1):

Греція: 2004